# Бенгальське письмо

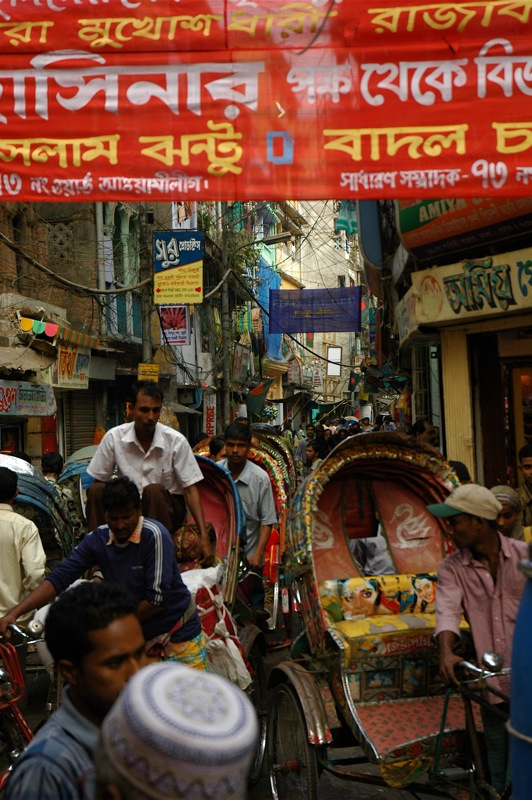
Одна з вулиць Даки з написами бенгальським письмом

Бенгальське письмо — писемність для запису слів бенгальської мови, а також асамської мов. Належить до східної гілки індійського письма. Бенгальське письмо сформувалося в XV столітті, а у протобенгальских формах засвідчене ще з XI століття. Літери пишуться зліва направо. Яскравим зовнішнім проявом бенгальського письма є горизонтальна риска, до якої знизу приєднуються складові частини графем.

## Історія
Подібно до багатьох інших індійських писемностей бенгальське письмо походить від письма брахмі, перші пам'ятки якого датуються III століттям до н. е. Згодом з письма брахмі розвинулися численні регіональні варіанти, які подеколи мають дуже суттєві відмінності.
Бенгальське письмо спершу розвивалося разом з деванагарі зі східного варіанту письма гуптів, що своєю чергою походило від письма брахмі. Від цього письма близько VII століття відділилося письмо нагарі. Згодом відбулося розгалуження письма нагарі на різні регіональні варіанти, і врешті, у XII столітті один з таких варіантів розвинувся в бенгальське письмо. Перший друкований текст бенгальським письмом було опубліковано 1778 року. Це був текст англійського сходознавця та перекладача англійською Бгаґавад-Ґіти Чарлза Вілкінса. У кінці XIX століття бенгальським науковцем Ішваром Чандрою Відіасагаром було проведено реформу бенгальського письма. Зокрема до абетки було додано діакритичний знак «нукта» (крапка, що ставиться під приголосним).

## Написання

### Голосні
| অ | ô /ɔ/ або o /o/ | о  |
| আ | a /a/           | а  |
| ই | i /i/           |    |
| ঈ | i /i/           |    |
| উ | u /u/           | у  |
| ঊ | u /u/           | у  |
| ঋ | ri /ri/         | рі |
| এ | ê /æ/ або e /e/ | е  |
| ঐ | oi /oj/         | оі |
| ও | o /o/           | о  |
| ঔ | ou /ow/         | оу |

### Приголосні
| ক          | খ           | গ       | ঘ         | ঙ          |
| kô /kɔ/    | khô /kʰɔ/   | gô /gɔ/ | ghô /gʱɔ/ | ngô /ŋɔ/   |
| до         | кхо         | го      | дго       | нго        |
| চ          | ছ           | জ       | ঝ         | ঞ          |
| chô /ʧɔ/   | chhô /ʧʰɔ/  | jô /ʤɔ/ | jhô /ʤʱɔ/ | ñô /nɔ~ẽɔ/ |
| чо         | чхо         | джо     | джхо      | но         |
| ট          | ঠ           | ড       | ঢ         | ণ          |
| ṭô /ţɔ/    | ṭhô /ţʰɔ/   | đô /ɖɔ/ | đhô /ɖʱɔ/ | ṇô /nɔ~ɳɔ/ |
| то         | тхо         | до      | дхо       | но         |
| ত          | থ           | দ       | ধ         | ন          |
| tô /tɔ/    | thô /tʰɔ/   | dô /dɔ/ | dhô /dʱɔ/ | nô /nɔ/    |
| то         | тхо         | до      | дхо       | но         |
| প          | ফ           | ব       | ভ         | ম          |
| pô /pɔ/    | fô /ɸɔ/     | bô /bɔ/ | bhô /bʱɔ/ | mô /mɔ/    |
| \| фо      | бо          | бхо     | мо        |            |
| য          | র           | ল       |           |            |
| zô /dzɔ/   | rô /ɾɔ/     | lô /lɔ/ |           |            |
| зо         | рв          | ло      |           |            |
| শ          | ষ           | স       | হ         |            |
| shô /ʃɔ/   | shô /ʃɔ/    | sô /sɔ/ | hô /ɦɔ/   |            |
| шо         | \| \| \| хо |         |           |            |
| য়          | ড়           | ঢ়       |           |            |
| \| ŗô /ɽɔ/ | ŗhô /ɽɔ/    |         |           |            |
| й          | ро́          | рхо     |           |            |

### Інші знаки
| ৎ | t /t/  |
| ঁ  | ñ /~/  |
| ং  | ng /ŋ/ |
| ঃ  | h /h/  |
| ্  | [ 8 ]  |

### Цифри
| ০ | ১ | ২ | ৩ | ৪ | ৫ | ৬ | ৭ | ৮ | ৯ |
| 0 | 1 | 2 | 3 | 4 | 5 | 6 | 7 | 8 | 9 |

### Приклад тексту
| Бенгальське письмо | Транслітерація | Український переклад |
| --- | --- | --- |
| সমস্ত মানুষ স্বাধীনভাবে সমান মর্যাদা এবং অধিকার নিয়ে জন্মগ্রহণ করে। তাঁদের বিবেক এবং বুদ্ধি আছে; সুতরাং সকলেরই একে অপরের প্রতি ভ্রাতৃত্বসুলভ মনোভাব নিয়ে আচরণ করা উচিৎ। | Sômôstô manush sbadhinbhabe sôman môrzada ebông ôdhikar niye jônmôgrôhôn kôre. Tãder bibek ebông buddhi achhe; sutôrang sôkôleri êke ôpôrer prôti bhratritbôsulôbh mônobhab niye achôrôn kôra uchit. | Всі люди народжуються вільними і рівними у своїй гідності та правах. Вони наділені розумом і совістю і повинні діяти у відношенні один до одного в дусі братерства.. |

(Стаття 1 Загальної декларації прав людини)